# Samassumuquim
Samassumuquim (em acádio: Šamaš-šuma-ukin), irmão de Assurbanípal, foi um rei da Babilônia, que a governou por vinte anos.
De acordo com o Brill's New Pauly, Samassumuquim foi helenizado como Saosducino (em grego clássico: Σαοσδούχινος; romaniz.: Saordoúchinos; em latim: Saosduchinus). Saosducino, listado no cânone de Ptolomeu, também é conhecido como Saulmugina ou como Sammughes (segundo Alexandre, o Polímata).
Pelo cânone de Ptolomeu, Saosducino iniciou seu reinado na Babilônia no ano egípcio que começou em 6 de fevereiro de 667 a.C., e reinou por vinte anos, até o ano egípcio que começou em 1 de fevereiro de 647 a.C. Seu antecessor foi Asaradino (Asaradinus), e seu sucessor Cineladano (Cineladanus).
Com a morte do seu pai, Assaradão, ele, que era o filho mais novo, foi colocado como vice-rei, no trono da Babilônia. Ele reinou por vinte anos, até 648 a.C., quando se revoltou contra seu irmão mais velho, Assurbanípal, foi conquistado e queimado até a morte. Cineladano, seu irmão e irmão de Assurbanípal, foi seu sucessor.
Vários eventos que ocorreram durante seu reinado estão relatados em um documento cuneiforme, a Crônica de Samassumuquim.
James Ussher identifica Saosducino com o rei Nabucodonosor, citado no Livro de Judite.